# Isochromodes denotata
Isochromodes denotata là một loài bướm đêm trong họ Geometridae.